# Snorricam
Una Snorricam (també coneguda com a Chestcam, càmera BodyMount o Bodycam) és un dispositiu estabilitzador de càmera que s'utilitza en el cinema. La seva característica fonamental és que la càmera queda totalment adaptada amb el cos de l'actor, enfocant directament el que té al seu davant. D'aquesta manera, quan l'actor es mou, especialment si camina o corre, es produeix un efecte el qual sembla que l'actor estigui totalment quiet mentre i que tot el que l'envolta es mou. Una Snorricam presenta un punt de vista dinàmic des de la perspectiva de l'actor, establint-se en el pla teòric una mena de tercera persona subjectiva i proporcionant una sensació inusual de vertigen per a l'espectador.

## Història
La Snorricam porta el nom dels seus creadors, ambdós fotògrafs i directors islandesos, Einar i Eiður Snorri, que van treballar junts sota el nom de germans Snorri, malgrat no ser familiars. Ambdós són considerats com a dissenyadors de la Snorricam, per exemple, en els crèdits de la pel·lícula de Darren Aronofsky, "La vida de Pi".
El concepte en què es basa la SnorriCam s'ha fet servir ja dècades enrere. A partir de diferents artefactes amb una filosofia similar s'utilitzaven ja en pel·lícules tan antigues com Seconds, de 1966. No obstant això, la utilitat del "dispositiu de punt de vista" estava limitada pel pes de la càmera. Com la majoria de càmeres de cinema de 35 mm eren massa pesades per poder portar-les amb facilitat, el desenvolupament del dispositiu no tenia aplicació pràctica. No obstant això, amb l'aparició de la Steadicam i la fabricació de càmeres més petites, lleugeres i insonoritzades que podien cabre a la plataforma Steadicam, un avantatge afegit d'aquestes noves càmeres era la possibilitat de fabricar un dispositiu de punt de vista tal com la Snorricam.

## Usos al cinema
Les següents pel·lícules, entre d'altres" tenen seqüències amb Snorricam:
- Mean Streets (1973), en la qual el protagonista, interpretat per Harvey Keitel es mou a través d'un bar abarrotat.
- Psicosi (1960)
- π (1998) i Requiem for a Dream (2000), dirigides per Darren Aronofsky, usen la snorricam extensament.
- Inside Man (2006)
- Heyy Babyy (2007)
- 28 Weeks Later (2007)
- Guru (2007)
- Slumdog Millionaire (2008)
- District 9 (2009)
- The Hangover (2009)
- New York (2009)
- Terminator Salvation (2009)

## En altres mitjans
En televisió s'ha utilitzat extensament la tècnica, per exemple, la sèrie Torchwood, el setè episodi de la segona temporada "Dead Man Walking" té una seqüència en què el personatge interpretat per Owen Harper es mou a través d'un club nocturn en una seqüència amb snorricam. En la sèrie Scrubs utilitza moments de snorricam en alguns episodis per mostrar nerviosisme. La tècnica també s'ha utilitzat en altres sèries exitoses, com Lost o la primera temporada de Dexter (episodi 11).
Quant a l'ús en vídeos musicals, un dels primers usos de SnorriCam seria al vídeo corresponent a la cançó "1979" de The Smashing Pumpkins (1995). Altres usos notables de la SnorriCam es troben en videoclips com "Home"(1998), "Chop Suey" De System of a Down "(2001)," God Gave Me Everything "de Mick Jagger (2001)," Jesus of Suburbia "de Green Day (2005)," Meds "de Placebo (grup) (2006) o "Same Mistake" de James Blunt.